# Olympische Sommerspiele 2008/Leichtathletik – 800 m (Frauen)

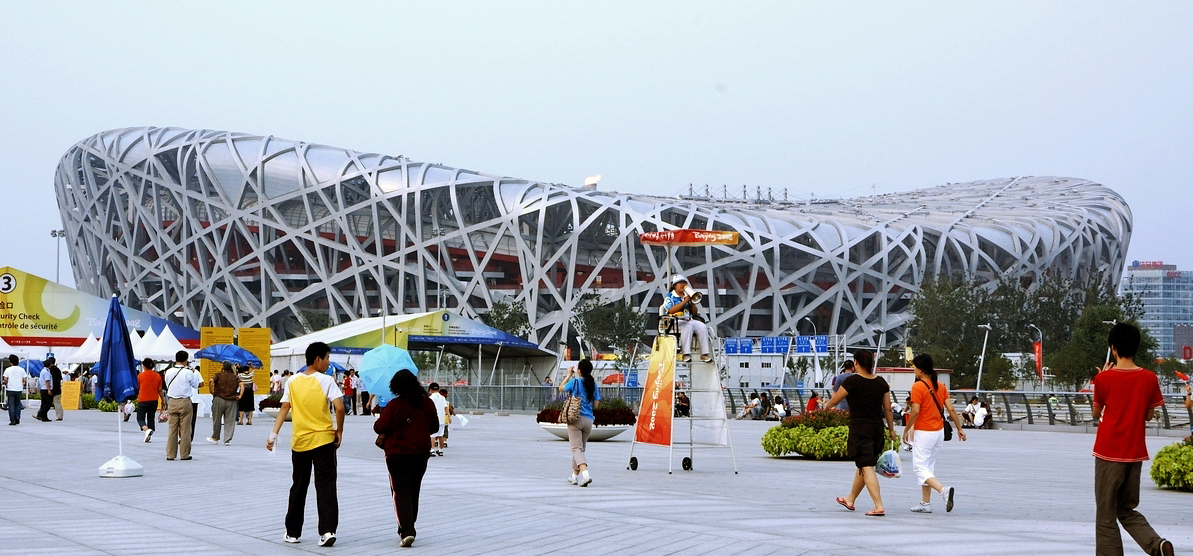
Das Vogelnest – Olympiastadion von Peking

Der 800-Meter-Lauf bei den Olympischen Spielen 2008 in Peking wurde vom 16. bis 18. August 2008 im Nationalstadion ausgetragen. 42 Athletinnen nahmen daran teil.
Es gab einen kenianischen Doppelsieg. Gold gewann Pamela Jelimo, Silber ging an Janeth Jepkosgei Busienei. Bronze errang die Marokkanerin Hasna Benhassi.

## Aktuelle Titelträgerinnen
| Olympiasiegerin 2004                      | Kelly Holmes ( Großbritannien)     | 1:56,38 min | Athen 2004          |
| Weltmeisterin 2007                        | Janeth Jepkosgei Busienei ( Kenia) | 1:56,04 min | Ōsaka 2007          |
| Europameisterin 2006                      | Olga Kotljarowa ( Russland)        | 1:57,38 min | Göteborg 2006       |
| Panamerikanische Meisterin 2007           | Diane Cummins ( Kanada)            | 1:59,75 min | Rio de Janeiro 2007 |
| Zentralamerika und Karibik-Meisterin 2008 | Rosibel García ( Kolumbien)        | 2:05,9 min  | Cali 2008           |
| Südamerika-Meisterin 2007                 | Marian Burnett ( Guyana)           | 2:03,57 min | São Paulo 2007      |
| Asienmeisterin 2007                       | Trương Thanh Hằng ( Vietnam)       | 2:07,77 min | Amman 2007          |
| Afrikameisterin 2008                      | Pamela Jelimo ( Kenia)             | 1:58,70 min | Addis Abeba 2008    |
| Ozeanienmeisterin 2008                    | Salome Dell ( Papua-Neuguinea)     | 2:10,92 min | Saipan 2008         |

## Rekorde

### Bestehende Rekorde
| Weltrekord         | 1:53,28 min | Jarmila Kratochvilová ( Tschechoslowakei) | München, BR Deutschland (heute Deutschland)    | 26. Juli 1983 |
| Olympischer Rekord | 1:53,43 min | Nadija Olisarenko ( Sowjetunion)          | Finale OS Moskau, Sowjetunion (heute Russland) | 27. Juli 1980 |

Der bestehende olympische Rekord wurde bei diesen Spielen nicht erreicht. Die schnellste Zeit erzielte die kenianische Olympiasiegerin Pamela Jelimo mit 1:54,87 min im Finale am 18. August. Den Olympiarekord verfehlte sie damit um 1,44 Sekunden. Zum Weltrekord fehlten ihr 1,59 Sekunden.

### Rekordverbesserungen
Es wurde ein neuer Kontinentalrekord aufgestellt und es gab zwei neue Landesrekorde:
- Kontinentalrekord:
  - 1:54,87 min (Afrikarekord) – Pamela Jelimo (Kenia), Finale am 18. August (gleichzeitig neue Weltjahresbestleistung)
- Landesrekorde:
  - 2:00,09 min – Neisha Bernard-Thomas (Grenada), vierter Vorlauf am 15. August
  - 1:59,38 min – Rosibel García (Kolumbien), erstes Halbfinale am 16. August

## Vorrunde
Es fanden sechs Vorläufe statt. Die jeweils drei ersten eines jeden Laufs (hellblau unterlegt) sowie die sechs zeitschnellsten Athletinnen (hellgrün unterlegt) qualifizierten sich für die Halbfinals.

### Vorlauf 1

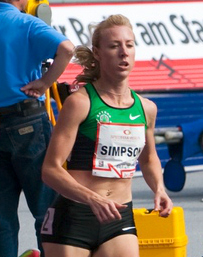
Jemma Simpson – ausgeschieden als Vierte des ersten Vorlaufs
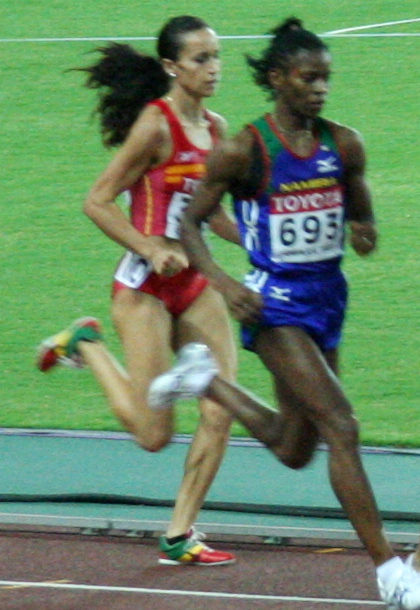
Agnes Samaria (rechts) – ausgeschieden als Fünfte des ersten Vorlaufs

15. August 2008, 11:10 Uhr
| Platz | Name             | Nation         | Zeit        |
| ----- | ---------------- | -------------- | ----------- |
| 1     | Swetlana Kljuka  | Russland       | 2:01,67 min |
| 2     | Rosibel García   | Kolumbien      | 2:01,98 min |
| 3     | Anna Rostkowska  | Polen          | 2:02,11 min |
| 4     | Jemma Simpson    | Großbritannien | 2:02,16 min |
| 5     | Agnes Samaria    | Namibia        | 2:02,18 min |
| 6     | Madeleine Pape   | Australien     | 2:03,09 min |
| 7     | Baraah Awadallah | Jordanien      | 2:18,41 min |

### Vorlauf 2
15. August 2008, 11:18 Uhr
| Platz | Name                 | Nation         | Zeit        |
| ----- | -------------------- | -------------- | ----------- |
| 1     | Julija Krewsun       | Ukraine        | 2:00,21 min |
| 2     | Tatjana Andrianowa   | Russland       | 2:00,31 min |
| 3     | Jenny Meadows        | Großbritannien | 2:00,32 min |
| 4     | Swjatlana Ussowitsch | Belarus        | 2:00,42 min |
| 5     | Marian Burnett       | Guyana         | 2:02,02 min |
| 6     | Alice Schmidt        | USA            | 2:02,33 min |
| 7     | Haley Nemra          | Marshallinseln | 2:18,83 min |

### Vorlauf 3

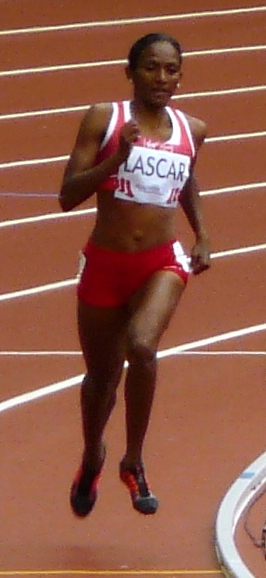
Annabelle Lascar – ausgeschieden als Fünfte des dritten Vorlaufs

15. August 2008, 11:26 Uhr
| Platz | Name             | Nation     | Zeit        | Anmerkung |
| ----- | ---------------- | ---------- | ----------- | --------- |
| 1     | Pamela Jelimo    | Kenia      | 2:03,18 min |           |
| 2     | Kenia Sinclair   | Jamaika    | 2:03,76 min |           |
| 3     | Élodie Guégan    | Frankreich | 2:03,85 min |           |
| 4     | Merve Aydın      | Türkei     | 2:04,75 min |           |
| 5     | Annabelle Lascar | Mauritius  | 2:06,11 min | PB        |
| 6     | Vanja Perišić    | Kroatien   | 2:06,82 min |           |
| 7     | Marcela Britos   | Uruguay    | 2:08,96 min |           |

### Vorlauf 4
15. August 2008, 11:34 Uhr
| Platz | Name                   | Nation           | Zeit        | Anmerkung |
| ----- | ---------------------- | ---------------- | ----------- | --------- |
| 1     | Maria de Lurdes Mutola | Mosambik         | 1:58,91 min |           |
| 2     | Marilyn Okoro          | Großbritannien   | 1:59,01 min |           |
| 3     | Lucia Klocová          | Slowakei         | 1:59,42 min |           |
| 4     | Tamsyn Lewis           | Australien       | 1:59,67 min |           |
| 5     | Neisha Bernard-Thomas  | Grenada          | 2:00,09 min | NR        |
| 6     | Emilia Mikue Ondo      | Äquatorialguinea | 2:20,69 min |           |
| DNF   | Nicole Teter           | USA              |             |           |

### Vorlauf 5

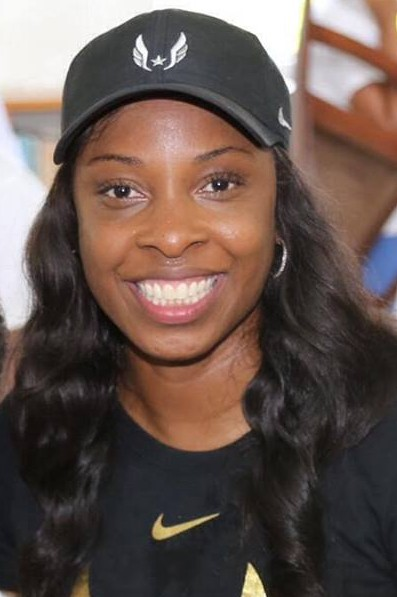
Hazel Clark-Riley – ausgeschieden als Fünfte des fünften Vorlaufs

15. August 2008, 11:42 Uhr
| Platz | Name                  | Nation    | Zeit        | Anmerkung |
| ----- | --------------------- | --------- | ----------- | --------- |
| 1     | Zulia Calatayud       | Kuba      | 2:00,34 min |           |
| 2     | Hasna Benhassi        | Marokko   | 2:00,51 min |           |
| 3     | Jekaterina Kostezkaja | Russland  | 2:00,54 min |           |
| 4     | Olga Cristea          | Moldau    | 2:00,59 min | PB        |
| 5     | Hazel Clark-Riley     | USA       | 2:01,51 min |           |
| 6     | Mihaela Neacșu        | Rumänien  | 2:03,03 min |           |
| 7     | Aishath Reesha        | Malediven | 2:30,14 min | PB        |

### Vorlauf 6
15. August 2008, 11:50 Uhr
| Platz | Name                       | Nation                       | Zeit        | Anmerkung                         |
| ----- | -------------------------- | ---------------------------- | ----------- | --------------------------------- |
| 1     | Janeth Jepkosgei Busienei  | Kenia                        | 1:59,72 min |                                   |
| 2     | Tetjana Petljuk            | Ukraine                      | 2:00,00 min |                                   |
| 3     | Brigita Langerholc         | Slowenien                    | 2:00,13 min |                                   |
| 4     | Eglė Balčiūnaitė           | Litauen                      | 2:00,15 min | PB                                |
| 5     | Elisa Cusma Piccione       | Italien                      | 2:00,24 min |                                   |
| 6     | Carmo Tavares              | Portugal                     | 2:01,91 min |                                   |
| DSQ   | Mireille Derebona-Ngaisset | Zentralafrikanische Republik |             | IAAF Regel 163.3 – Bahnübertreten |

## Halbfinale
Aus den drei Halbfinalläufen qualifizierten sich die jeweils ersten beiden eines jeden Laufs (hellblau unterlegt) sowie die beiden nächsten zeitschnellsten Läuferinnen (hellgrün unterlegt) für das Finale.

### Lauf 1
16. August 2008, 19:30 Uhr
| Platz | Name                   | Nation         | Zeit        | Anmerkung |
| ----- | ---------------------- | -------------- | ----------- | --------- |
| 1     | Swetlana Kljuka        | Russland       | 1:58,31 min |           |
| 2     | Maria de Lurdes Mutola | Mosambik       | 1:58,61 min |           |
| 3     | Lucia Klocová          | Slowakei       | 1:58,80 min |           |
| 4     | Tetjana Petljuk        | Ukraine        | 1:59,27 min |           |
| 5     | Rosibel García         | Kolumbien      | 1:59,38 min | NR        |
| 6     | Marilyn Okoro          | Großbritannien | 1:59,53 min |           |
| 7     | Brigita Langerholc     | Slowenien      | 2:00,00 min |           |
| 8     | Tamsyn Lewis           | Australien     | 2:01,41 min |           |

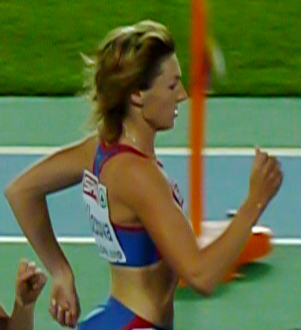
Lucia Klocová – ausgeschieden
als Dritte des ersten Halbfinals

Weitere im ersten Halbfinale ausgeschiedene Läuferinnen:

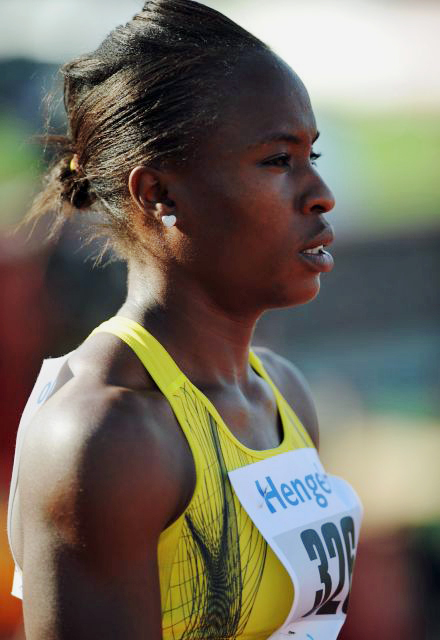
Marilyn Okoro – Rang sechs
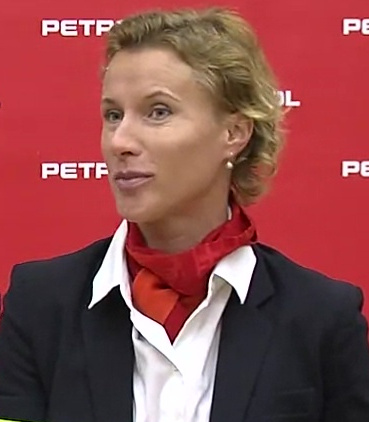
Brigita Langerholc – Rang sieben
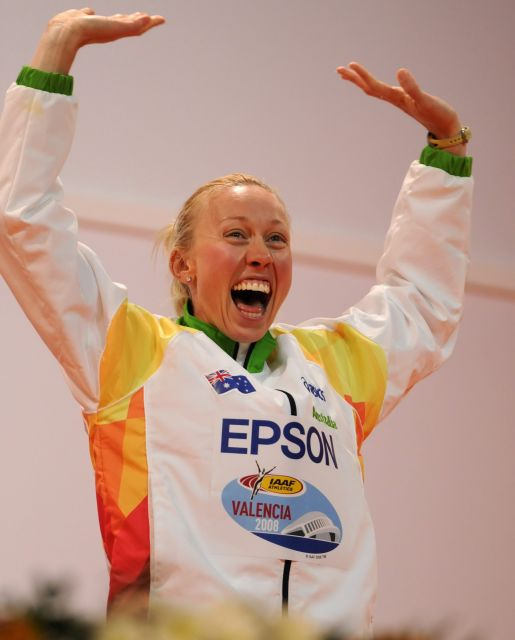
Tamsyn Lewis – Rang acht

### Lauf 2

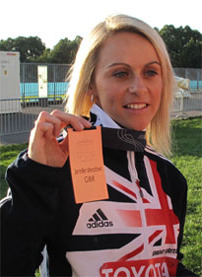
Jenny Meadows – ausgeschieden als Sechste des zweiten Halbfinals
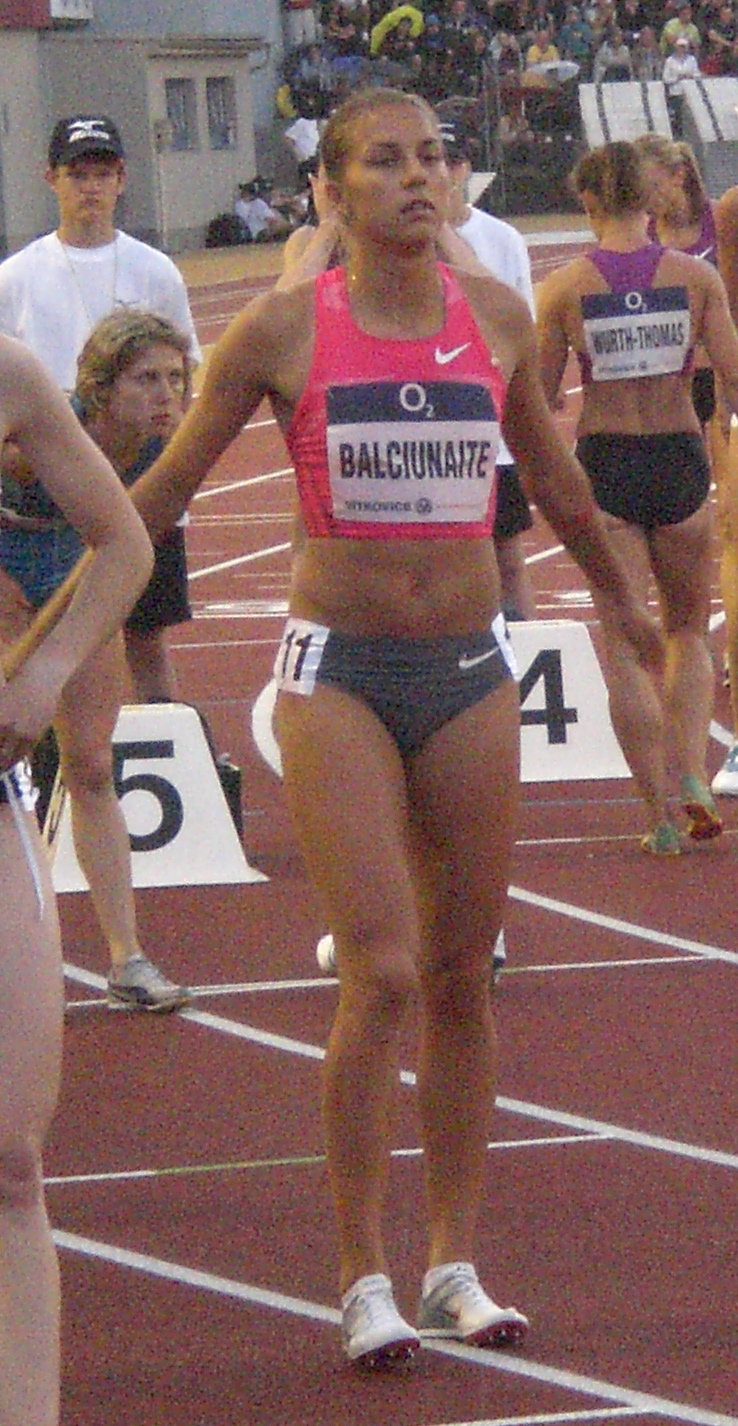
Eglė Balčiūnaitė – ausgeschieden als Siebte des zweiten Halbfinals

16. August 2008, 19:39 Uhr
| Platz | Name                 | Nation         | Zeit        |
| ----- | -------------------- | -------------- | ----------- |
| 1     | Pamela Jelimo        | Kenia          | 1:57,31 min |
| 2     | Hasna Benhassi       | Marokko        | 1.58,03 min |
| 3     | Tatjana Andrianowa   | Russland       | 1.58,33 min |
| 4     | Zulia Calatayud      | Kuba           | 1.58,78 min |
| 5     | Anna Rostkowska      | Polen          | 1.58,84 min |
| 6     | Jenny Meadows        | Großbritannien | 1:59,42 min |
| 7     | Eglė Balčiūnaitė     | Litauen        | 2:02,59 min |
| 8     | Swjatlana Ussowitsch | Belarus        | 2:02,79 min |

### Lauf 3

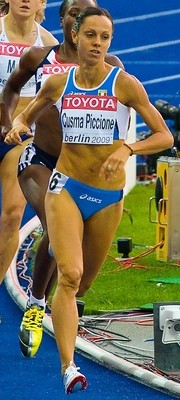
Elisa Cusma Piccione – ausgeschieden als Fünfte des dritten Halbfinals
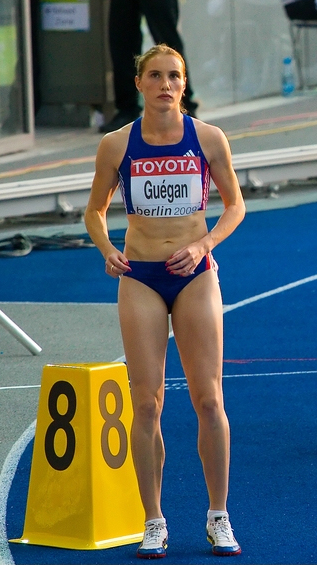
Élodie Guégan – im dritten Halbfinale nicht im Ziel

16. August 2008, 19:48 Uhr
| Platz | Name                      | Nation     | Zeit        | Anmerkung |
| ----- | ------------------------- | ---------- | ----------- | --------- |
| 1     | Janeth Jepkosgei Busienei | Kenia      | 1:57,28 min |           |
| 2     | Julija Krewsun            | Ukraine    | 1:57,32 min | PB        |
| 3     | Jekaterina Kostezkaja     | Russland   | 1:58,16 min |           |
| 4     | Kenia Sinclair            | Jamaika    | 1:58,28 min |           |
| 5     | Elisa Cusma Piccione      | Italien    | 1:59,52 min |           |
| 6     | Olga Cristea              | Moldau     | 2:00,12 min | PB        |
| 7     | Neisha Bernard-Thomas     | Grenada    | 2:01,84 min |           |
| DNF   | Élodie Guégan             | Frankreich |             |           |

## Finale
18. August 2008, 21:35 Uhr
| Platz | Name                      | Nation   | Zeit        | Anmerkung |
| ----- | ------------------------- | -------- | ----------- | --------- |
| 1     | Pamela Jelimo             | Kenia    | 1:54,87 min | AF/WL     |
| 2     | Janeth Jepkosgei Busienei | Kenia    | 1:56,07 min |           |
| 3     | Hasna Benhassi            | Marokko  | 1:56,37 min |           |
| 4     | Swetlana Kljuka           | Russland | 1:56,97 min |           |
| 5     | Maria de Lurdes Mutola    | Mosambik | 1:57,68 min |           |
| 6     | Kenia Sinclair            | Jamaika  | 1:58,24 min |           |
| 7     | Julija Krewsun            | Ukraine  | 1:58,73 min |           |
| 8     | Tatjana Andrianowa        | Russland | 2:02,63 min |           |

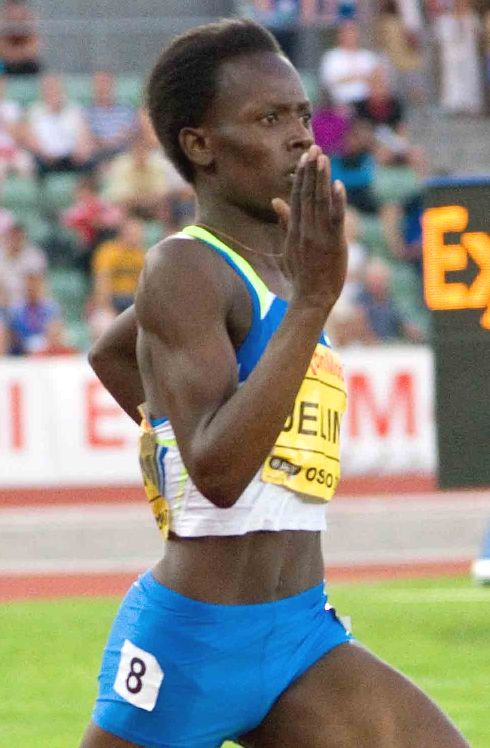
Olympiasiegerin Pamela Jelimo

Zum Favoritenkreis gehörten vor allem die Läuferinnen des afrikanischen Kontinents. Die kenianische Weltmeisterin Janeth Jepkosgei Busienei und Vizeweltmeisterin Hasna Benhassi aus Marokko, die bei den Olympischen Spielen 2004 Silber gewonnen hatte und auch 2005 Vizeweltmeisterin geworden war, wurden besonders stark eingeschätzt. Auch Jepkosgeis Landsfrau Pamela Jelimo hatte sich in der olympischen Saison bereits mit sehr guten Leistungen präsentiert. Von den russischen Vertreterinnen kamen am ehesten die WM-Dritte von 2005 Tatjana Andrianowa und Vizeeuropameisterin Swetlana Kljuka für Platzierungen ganz vorne in Frage. Mit unter den Teilnehmerinnen war auch die Olympiasiegerin von 2000 und Olympiavierte von 2004 Maria Mutola aus Mosambik, die allerdings nicht mehr so stark eingeschätzt wurde wie zu ihren besten Zeiten.
Das Finale war besetzt mit je zwei Vertreterinnen aus Kenia und Russland sowie jeweils einer Läuferin aus Jamaika, Marokko, Mosambik und der Ukraine.
Im Finale übernahmen mit einem sehr hohen Anfangstempo von Beginn an die beiden Kenianerinnen das Kommando. Zunächst führte Weltmeisterin Jepkosgei, die dann am Ende der ersten Runde bei einer 400-Meter-Durchgangszeit von 55,41 Sekunden von Jelimo abgelöst wurde. An dieser Stelle gab es bereits eine deutliche Lücke zur drittplatzierten Mutola. Mit wiederum ein paar Metern Abstand folgte der Rest des Feldes. Auf der Gegengeraden setzte sich Jelimo dann auch von ihrer Landsfrau ab, während Mutolas Vorsprung auf die hinter ihr laufenden Konkurrentinnen immer kleiner wurde. Pamela Jelimo baute den Abstand auf ihre Gegnerinnen auf den verbleibenden zweihundert Metern weiter aus und wurde überlegene Olympiasiegerin. Janeth Jepkosgei Busienei konnte ihren zweiten Platz bis ins Ziel verteidigen und sorgte so für einen kenianischen Doppelerfolg. Bereits in der Zielkurve zog Hasna Benhassi vorbei an Mutola auf den dritten Platz und gewann die Bronzemedaille. Vierte wurde Swetlana Kljuka vor Maria Mutola und der Jamaikanerin Kenia Sinclair.
Mit 1:54,87 min stellte Pamela Jelimo einen neuen Afrikarekord und gleichzeitig auch eine neue Weltjahresbestzeit auf.

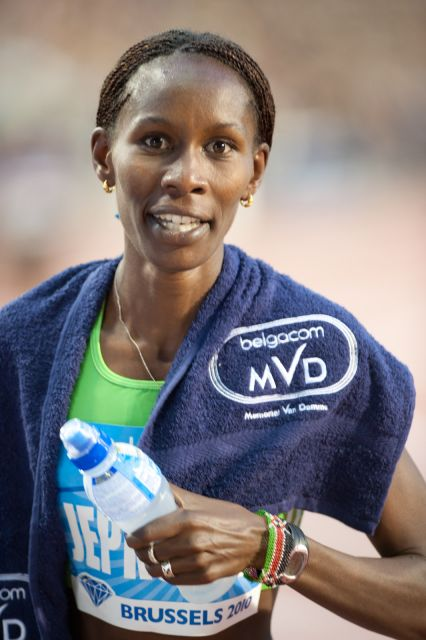
Silbermedaille für Janeth Jepkosgei Busienei
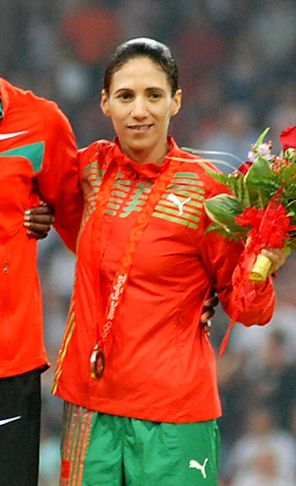
Bronzemedaillengewinnerin Hasna Benhassi
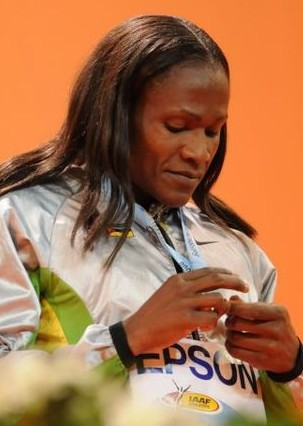
Maria Mutola wurde diesmal Fünfte
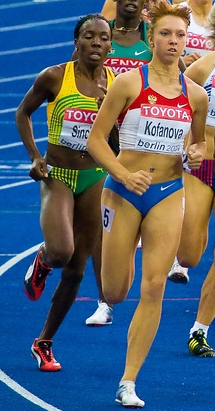
Kenia Sinclair (ganz links) belegte den sechsten Rang
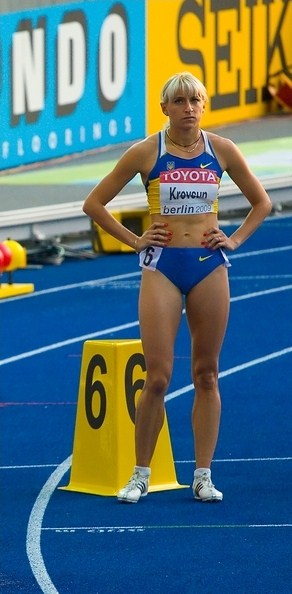
Platz sieben für Julija Krewsun

## Video
- Pamela Jelimo wins Women's 800m Olympic gold, Beijing 2008, youtube.com, abgerufen am 13. März 2022